# Quercophylus
Quercophylus is een geslacht van wantsen uit de familie van de Miridae (Blindwantsen). Het geslacht werd voor het eerst wetenschappelijk beschreven door Weirauch in 2006.

## Soorten
Het genus is monotypisch en bevat alleen de volgende soort:

- Quercophylus gonoporospinus Weirauch, 2006